# Metapioplasta pyralina
Metapioplasta pyralina är en fjärilsart som beskrevs av Walker 1857. Metapioplasta pyralina ingår i släktet Metapioplasta och familjen nattflyn. Inga underarter finns listade i Catalogue of Life.